# Burna-Buriaš I.
Burna-Buriaš I. (Bur-na-Bu-ri-ia-aš) byl kassitský král Babylonie v druhé polovině 16. století př. n. l.
Kolem roku 1510 př. n. l. uzavřel mírovou smlouvu s vládcem Asýrie Puzur-Aššurem III., ve které byla ustanovena hranice mezi oběma zeměmi na středním toku Tigridu.
Údaje o počtu let jeho panování se nedochovaly.